# Савич Олексій Миколайович
Олексій Миколайович Савич (9 березня 1810, Пушкарівка — 15 (27) серпня 1883), астроном, геодезист і математик зі старшинського роду на Сумщині. Вчився в Харківському, Московському і Дерптському (тепер Тартуському) університетах. Дослідник у Дорпатській обсерваторії (1833—1839), професор Петербурзького університету (1839—1880), дійсний член Петербурзької АН (з 1862 року). Автор понад 100 праць, у тому числі посібників з астрономії та математики. Наукові праці присвячені визначенню орбіт комет, планет і їхніх супутників, астрономічній рефракції, барометричному нівелюванню та ін. Провів у 1836—1838 нівелювання між Чорним і Каспійським морями і остаточно довів різницю їхнього рівня.

## Науковий внесок
Вчився в Харківському (на юридичному), а потім у Московському (на фізико-математичному) університетах. Закінчив у 1829 році. У 1829—1832 роках працював домашнім вчителем і готувався до захисту магістерської дисертації. У 1833 році захистив магістерську дисертацію з географічної астрономії і далі удосконалювався в Дерпті у В. Я. Струве. Брав участь в астрономічних спостереженнях в обсерваторії університету. У 1839—1880 роках — професор Петербурзького університету, одночасно викладав астрономію і математику в Морській академії, Педагогічному інституті, а з 1854 року — і в Академії Генерального штабу. З 1846 року — член Російського географічного товариства, з 1869 року — член Московського товариства дослідників природи. Виховав таких учених, як С. П. Глазенап, Д. І. Дубяго, М. А. Ковальський, Н. Я. Цингер, Д. Д. Гедеонов і інших. З 1862 року — академік Петербурзької АН.
Опублікував понад 100 наукових робіт, зокрема підручники з астрономії, геодезії, теорії ймовірності, вищої математики. Низка робіт присвячена історії астрономії і обсерваторій, у тому числі і Пулковської. Надрукував двотомну працю «Курс астрономії» (перша книга 1874 «Сферична астрономія», а друга в 1884 році «Теоретична астрономія»). Видає книгу «Приложение практической астрономии к географическому определению мест». Видавалася двічі, зокрема в Німеччині. За книгу отримав Демідівськую премію в 5000 рублів.
У 1836—1838 роках — учасник експедиції для визначення різниці рівнів Чорного і Каспійського морів. При нівеляції простору 879 км, він точно зміряв висоти основних вершин Кавказу, в результаті чого було встановлено, що рівень Каспійського моря нижче Азовського на 26 ± 0,5 м. Результати вимірювання вершин лягли в основу його докторської дисертації 1839 року.
У 1840—1843 роках вперше в Росії став читати лекції з історії астрономії, будучи професором Петербурзького університету з 1839 року.
У 1843—1844 роках брав участь у геодезичних експедиціях В. Я. Струве з визначення різниці довгот між Пулково і Альтоною.
У 1849 році опублікував роботу про збурення в русі Нептуна. Зі своїх спостережень Нептуна в 1846 і 1847 роках і спостережень Ж. Ж. Лаланда, виконаних в 1795 році, вивів основні елементи орбіти цієї планети, обчислив також вікові нерівності в русі Нептуна, залежні від впливу на нього Урана, Сатурна, Юпітера. Удосконалив спосіб обчислення елементів орбіт супутників планет.
У курсі 1857 року «Застосування теорії ймовірності до обчислення спостережень і геодезичних вимірювань» вперше пропонує російським геодезистам і астрономам з оригінальним доповненням метод найменших квадратів Лежандра — Гаусса.
У 1865—1868 взяв участь у гравіметричній експедиції з вимірювання сили тяжіння від Торнео (Фінляндія) до р. Дунай (Ізмаїл, спільно з геодезистом П. М. Смисловим і фізиком Р. Е. Ліні вперше в Росії провів за допомогою оборотних маятників).
У геодезії придумав спосіб визначення площі країни по карті в проєкції К. Ф. Гаусса за допомогою планіметра.
Склав правила для обчислення земною атмосферою рефракції і вивів формули її залежності від щільності і температури повітря.
Визначив орбіти супутників планет і комет. У 1871—1872 роках запропонував свій метод визначення орбіт планет і комет по трьох спостереженнях, удосконаливши метод К. Ф. Гаусса, і в 1873 році розробив спосіб обчислення кометних орбіт із великим ексцентриситетом.
За спільну разом із Х. І. Петерсом роботу «Обробка спостережень за кометою 1585 року» удостоєний Золотої королівської медалі, що присуджувалася редакцією журналу Astronomische Nachrichten Данського королівського товариства. (Комету спостерігав Тихо Браге).
У 1883 році написав роботу про збудження в русі комет.